# Carlos Pintér
Carlo Pintér (født 13. oktober 1910) i Pozsony (nu Bratislava) var en ungarsk-schweizisk fodboldtræner, der havde en næsten 30 år lang trænerkarriere i Schweiz og Danmark. Han var træner for B 1909, da klubben vandt Danmarksmesterskabet i 1964.

## Spillerkarriere
Carlo Pintér og hans familie emigrerede fra Tjekkoslovakiet til Schweiz i 1930. Han blev schweizisk statsborger og kunne tale ungarsk, tysk, engelsk, italiensk og fransk. Efter at have spillet i de schweiziske klubber FC Locarno og FC Bern, rykkede Carlo Pintér til FC Mulhouse i Frankrig og siden Sliema Wanderers på Malta.
I 1941 vendte han tilbage til Schweiz og blev spillende træner for FC Cantonal Neuchatel og AC Bellinzona, før han stoppede som fodboldspiller i 1945.

## Trænerkarriere
Fra 1945 og syv år frem var Carlo Pintér skiftevis træner for AC Bellinzona og FC Sion, før han første gang tog til Danmark i 1952 og trænede B 93 i to sæsoner, og i 1954 vandt KBU-pokalfinalen. Efter fem år som træner i Schweiz kom Carlo Pintér for anden gang til Danmark i 1960.
Pintér var træner for KB i fire sæsoner. I 1960 og 1961 sluttede KB på andenpladsen i 1. division og nåede i 1961 pokalfinalen. I 1964 vandt han karrierens eneste trofæ, da det blev til DM-guld som træner for B 1909. Mesterskabet blev sikret på sidste spilledag men en sejr på 1-0 mod Pintérs tidligere klub og nærmeste rival til titlen, KB, foran et rekordstort publikum på 43.400 tilskuere i Københavns Idrætspark.
Året efter stoppede Carlo Pintér i B 1909 midtvejs i sæsonen og vendte tilbage til AC Bellinzona, hvor han var træner de følgende fire år. I 1969 førte han Bellinzona til den schweiziske pokalfinale. Herefter gik han på pension, men vendte dog kortvarigt tilbage i foråret 1970 for at redde AC Bellinzona fra nedrykning. 